# Купля (Гродненская область)
Ку́пля (бел. Ку́пля) — деревня в Сморгонском районе Гродненской области Белоруссии. Входит в состав Вишневского сельсовета.
Расположена в северной части района. Расстояние до районного центра Сморгонь по автодороге — чуть менее 38 км, до центра сельсовета агрогородка Вишнево по прямой — 5,5 км. Ближайшие населённые пункты — Выголененты, Замечек, Свайгини. Площадь занимаемой территории составляет 0,1093 км², протяжённость границ 1540 м.

## Название
Название происходит от старобелорусского слова Купля, означавшего землю или поместье, приобретённые путём покупки.

## История
Деревня отмечена на карте Шуберта (середина XIX века) в составе Вишневской волости Свенцянского уезда Виленской губернии. В 1865 году Купля насчитывала 35 ревизских душ.
После Советско-польской войны, завершившейся Рижским договором, в 1921 году Западная Белоруссия отошла к Польской Республике и деревня была включена в состав новообразованной сельской гмины Вишнево Свенцянского повета Виленского воеводства. 1 января 1926 года гмина Вишнево была переведена в состав Вилейского повета.
В 1938 году Купля насчитывала 22 дыма (двора) и 114 душ.
В 1939 году, согласно секретному протоколу, заключённому между СССР и Германией, Западная Белоруссия оказалась в сфере интересов советского государства и её территорию заняли войска Красной армии. Деревня вошла в состав новообразованного Сморгонского района Вилейской области БССР. После реорганизации административного-территориального деления БССР деревня была включена в состав новой Молодечненской области в 1944 году. В 1960 году, ввиду новой организации административно-территориального деления и упразднения Молодечненской области, Купля вошла в состав Гродненской области.

## Население
Согласно переписи население деревни в 1999 году насчитывало 27 человек.

## Транспорт
Грунтовой автодорогой местного значения Н20008 Купля связана с автомобильной дорогой Вишнево — Выголененты — Лылойти — Коробки.